# オンリー・ロンリー
「オンリー・ロンリー」は、チャゲ&飛鳥（現：CHAGE and ASKA）の楽曲。自身の13作目のシングルとして、ワーナー・パイオニア（現：ワーナーミュージック・ジャパン）から1985年2月25日に発売された。

## 背景・リリース
アルバム『Z=One』からリカットされたシングルで、「誘惑のベルが鳴る」と同日に発売された:379。公式サイトでは、「オンリー･ロンリー/SHAKIN'NIGHT」の表記となっており、両A面シングル扱いとなっている。
本作と「誘惑のベルが鳴る」のシングルジャケットは、チャゲ（現：Chage）と飛鳥（現：ASKA）が一緒に写っている1枚の写真を分割したものであり、本作には飛鳥が写っている。
ワーナー・パイオニアから発売されたシングルとしては、本作が最後の作品となる。1985年10月にキャニオン・レコード（現：ポニーキャニオン）へ移籍している:379。
飛鳥は本作と同じタイトルの詩集『オンリー・ロンリー　飛鳥涼詩集』（サンリオ出版 ISBN 4-387-91235-9）を1984年11月15日に発売している。

## 収録曲
| 全作詞・作曲: 飛鳥涼。 |                        |           |            |            |      |
| #                      | タイトル               | 作詞      | 作曲・編曲 | 編曲       | 時間 |
| 1.                     | 「オンリー・ロンリー」 | 飛鳥涼    | 飛鳥涼     | 平野孝幸   | 3:58 |
| 2.                     | 「SHAKIN' NIGHT」      | 飛鳥涼    | 飛鳥涼     | Lighthouse | 3:52 |
| 合計時間:              | 合計時間:              | 合計時間: | 7:50       |            |      |

## 楽曲解説
1. オンリー・ロンリー
1995年に発売された飛鳥のシングル「晴天を誉めるなら夕暮れを待て」とアルバム『NEVER END』でセルフカバーしている。
2. SHAKIN' NIGHT
1985年に開催したツアータイトルにもなっている楽曲。
ワーナー・パイオニアより発売されたLP盤及びCDに未収録であったが、アルバム『Z=One』がキャニオン・レコード（現：ポニーキャニオン）より再発売される際に、ボーナス・トラックとして収録された。

## エピソード
リリース当時、バックバンドを務めていたTHE ALPHAの村上啓介がCHAGE and ASKAの曲の中で一番好きだと語っていた。

## 収録アルバム
国内盤
- Z=One (#1,#2)
- SUPER BEST (#1)
- THE STORY of BALLAD (#1)
- SUPER BEST BOX SINGLE HISTORY 1979-1994 AND Snow Mail (#1)※リミックス・バージョン
- CHAGE&ASKA VERY BEST ROLL OVER 20TH (#1)

海外盤
- 倆角形 Duet Angle 20th anniversary (#1)

## カバー
- 芳本美代子 （1988年、アルバム『Miss Lonely Hearts』）